# 폴리메데
폴리메데(Polymede)는 그리스 신화에 나오는 아우톨리코스의 딸로 아이손과 결혼하였다. 그녀의 아버지는 헤르메스 신의 아들이자 오디세우스의 외할아버지인 아우톨리코스이다. 그는 거짓말과 속임수에 능했으며 코린토스의 왕 시시포스의 소를 훔친 것을 들키지 않으려고 소로 변신하기도 했다. 폴리메데의 어머니인 에리식톤의 딸 메스트라 역시 변신능력을 가지고 있었다. 폴리메데스는 아이손과 결혼하여 이아손과 프로마코스 형제를 낳았다. 사람들은 그녀를 미니아스의 딸 알키메데와 혼동하기도 했다. 폴리메데의 남편 아이손은 이올코스의 왕 크레테우스 후계자였으나 계모인 티로의 아들 펠리아스에게 왕위를 빼앗기고 죽임을 당하였다.